# شهرستان ماسون (میشیگان)
شهرستان ماسون، میشیگان (به انگلیسی: Mason County, Michigan) یک سکونتگاه مسکونی در ایالات متحده آمریکا است که در میشیگان واقع شده‌است.